# Klemens Raczyński
Klemens Raczyński (12. srpna 1839 Čornolizci – 13. srpna 1886 Vídeň) byl rakouský právník a politik polské národnosti z Haliče, v 2. polovině 19. století poslanec Říšské rady.

## Biografie
Byl šlechtického původu. Působil jako advokát. Patřil mezi známé advokáty. Znal nejen rakouské právo ale byl odborníkem i na zahraniční legislativu. Působil též jako správní rada haličské dráhy Karla Ludvíka. V posledních letech před smrtí rovněž byl činný jako tlumočník z polštiny.
Byl veřejně a politicky aktivní. Působil jako poslanec Říšské rady (celostátního parlamentu Předlitavska), kde usedl v doplňovacích volbách roku 1880 za kurii obchodních a živnostenských komor v Haliči, obvod Lvov. Slib složil 30. listopadu 1880. Ve volebním období 1879–1885 se uvádí jako rytíř Dr. Clemens von Raczyński, dvorský a soudní advokát, bytem Vídeň. Patřil mezi polské národní poslance. Reprezentoval parlamentní Polský klub.
Zemřel náhle v srpnu 1886 ve Vídni na mrtvici. Hodlal ze svého vídeňského bytu vyrazit na procházku do Prátru. Po cestě se mu ale udělalo nevolno a jeho sestra ho pak odvezla domů, kam se dostavil lékař. Raczyński ale brzy zemřel.